# Selección femenina de rugby 7 de Nueva Zelanda
La selección femenina de rugby 7 de Nueva Zelanda es el equipo representativo de New Zealand Rugby en los torneos de la modalidad de 7 jugadoras.

## Uniforme
Como las otras selecciones neozelandesas de rugby, la camiseta, el short y las medias son negras con 3 finas franjas blancas. También es característico el símbolo del helecho plateado en la camiseta.

## Palmarés
- Juegos Olímpicos (2): 2020, 2024

- Copa del Mundo (2): 2013, 2018

- Serie Mundial (8): 2012-13, 2013-14, 2014-15, 2016-17, 2018-19, 2019-20, 2022-23, 2024-25
  - Liga SVNS (2): 2023-24, 2024-25
  - Seven de Canadá (7): 2015, 2017, 2018, 2019, 2023, 2024, 2025
  - Seven de Dubái (5): 2012, 2014, 2016, 2018, 2019
  - Seven de Estados Unidos (5): 2014, 2015, 2017, 2018, 2024
  - Seven de Francia (4): 2017, 2018, 2022, 2023
  - Seven de Hong Kong (3): 2023, 2024, 2025
  - Seven de Australia (3): 2019, 2020, 2023
  - Seven de Sudáfrica (3): 2019, 2022, 2024
  - Seven de China (2): 2013, 2014
  - Seven de los Países Bajos (2): 2013, 2014
  - Seven de Japón (2): 2017, 2018
  - Seven de Nueva Zelanda (2): 2020, 2023
  - Seven de Singapur (2): 2024, 2025
  - Seven de Brasil (1): 2015

- Juegos de la Mancomunidad (1): 2018

- Oceania Sevens (4): 2012, 2014, 2017, 2021, 2022

- Juegos Olímpicos de la Juventud (1): 2018

## Participación en copas

### Copa del Mundo
- Dubái 2009: 2º puesto
- Moscú 2013: Campeón
- San Francisco 2018: Campeón[1]
- Ciudad del Cabo 2022: 2º puesto

### Juegos Olímpicos
- Río 2016: 2º puesto [2]
- Tokio 2020: 1º puesto
- París 2024: 1º puesto

### Serie Mundial
- Serie Mundial 12-13: Campeón (74 pts)[3]
- Serie Mundial 13-14: Campeón (96 pts)[4]
- Serie Mundial 14-15: Campeón (108 pts)
- Serie Mundial 15-16: 2º puesto (80 pts)
- Serie Mundial 16-17: Campeón (116 pts)
- Serie Mundial 17-18: 2º puesto (90 pts)
- Serie Mundial 18-19: Campeón (110 pts)
- Serie Mundial 19-20: Campeón (96 pts)
- Serie Mundial 21-22: 5º puesto (57 pts)
- Serie Mundial 22-23: Campeón (138 pts)
- SVNS 23-24: 3º puesto
- SVNS 24-25: Campeón

### Juegos de la Mancomunidad
- Gold Coast 2018: 1º puesto
- Birmingham 2022: 3º puesto